# Adicção
A adicção, ou vício, é um distúrbio neuropsicológico caracterizado por um desejo persistente e intenso de usar uma droga, apesar de danos substanciais e outras consequências negativas. O uso repetitivo de drogas geralmente altera a função cerebral de forma a perpetuar o desejo e enfraquece (mas não nega completamente) o autocontrole. Esse fenômeno – drogas remodelando a função cerebral – levou a uma compreensão da dependência como um distúrbio cerebral com uma complexa variedade de fatores psicossociais e neurobiológicos (e, portanto, involuntários) que estão implicados no desenvolvimento do vício. Os sinais clássicos de dependência incluem envolvimento compulsivo em estímulos recompensadores, preocupação com substâncias ou comportamento e uso continuado apesar das consequências negativas. Hábitos e padrões associados ao vício são tipicamente caracterizados por gratificação imediata (recompensa de curto prazo), juntamente com efeitos deletérios retardados (custos a longo prazo).
Exemplos de dependências de drogas e comportamentais incluem alcoolismo, dependência de maconha, dependência de anfetaminas, dependência de cocaína, dependência de nicotina, dependência de opióides, dependência de jogos eletrônicos, mídias sociais, dependência de jogos de azar, dependência de pornografia e dependência sexual. O único vício comportamental reconhecido pelo DSM-5 e CID-10 é o vício em jogos de azar. Com a introdução do vício em jogos, também foi anexada ao ICD-11 . O termo "vício" é frequentemente mal utilizado quando se refere a outros comportamentos ou transtornos compulsivos, particularmente dependência, na mídia de notícias. Uma importante distinção entre toxicodependência e dependência é que a toxicodependência é uma perturbação em que a cessação do consumo de drogas resulta num estado desagradável de abstinência, o que pode levar a um maior consumo de drogas. Vício é o uso compulsivo de uma substância ou desempenho de um comportamento que é independente da abstinência. O vício pode ocorrer na ausência de dependência, e a dependência pode ocorrer na ausência de vício, embora os dois geralmente ocorram juntos.